# Selkäsaari (ö i Birkaland, Tammerfors, lat 61,69, long 23,71)
Selkäsaari är en ö i Finland. Den ligger i sjön Näsijärvi och i kommunen Ylöjärvi i den ekonomiska regionen Tammerfors och landskapet Birkaland, i den södra delen av landet, 180 km norr om huvudstaden Helsingfors. Öns area är 9,6 hektar och dess största längd är 0,6 kilometer i öst-västlig riktning.